# Tóth György Tibor

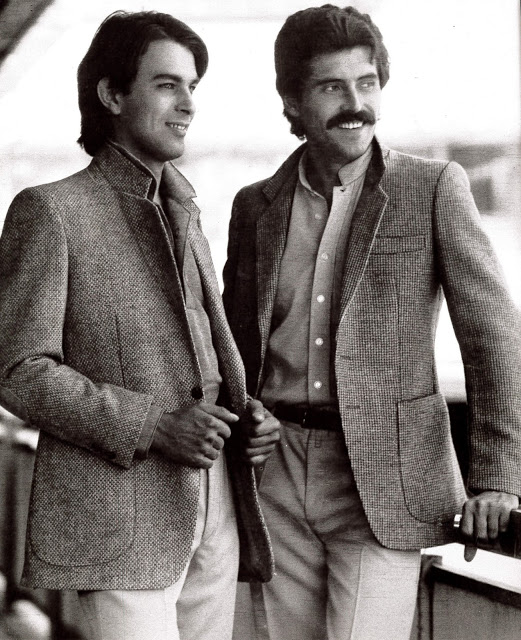
Czebe László és Tóth György Tibor

Tóth György Tibor, ismert nevén Tóth Gyuri (Pápa, 1949. augusztus 26. – 2024. május 10.) magyar manöken, férfimodell.

## Élete
Az 1970-es évek férfimodellje, férfimanökenje (egyike az első magyar férfimodelleknek). 1967-ben érettségi után felszolgáló vizsgát tett. 1975-ben Bolyos Ibolya fotómodell révén ismerkedett meg a Divatáru Nagykereskedelmi Vállalat (DNV) propagandistájával, aki felfigyelt rá, és rábeszélte a modellkedésre. Ettől kezdve fotózásokra és nagybemutatóra is kezdték hívni, később a Magyar Divat Intézet is (MDI).
Fotói sorra jelentek meg, többek közt az Ez a Divat, Ádám, Nők Lapja, Ország-világ, Magyarország újságokban, de a férfi Fabulont – ami a Kőbányai Gyógyszerárugyár termékcsaládja volt – is reklámozta.
Egyik híres plakátja, a Tóth József fotóművész által készült, életbiztosítás fotója volt. Az Expressz Ifjúsági és Diák Utazási Iroda plakátján is láthattuk, Bálint Ágnes manökennel együtt. Reklámfilmekben is dolgozott. Folyamatosan kapta a felkéréseket divatbemutatókra, Mahir és ORI rendezvényekre is. Ismert férfimanöken lett.
Elsők között végezte el a Állami Artistaképző Intézetben induló tanfolyamot, ahol fotómodell és manöken oklevelet szerzett.

## Fotósai voltak
Többek közt Módos Gábor, Fábry Péter, Tóth József, Rózsavölgyi Gyöngyi fotóművészek.